# Centro de Documentación de las Artes Escénicas del Teatro Municipal de Santiago
El Centro de Documentación de las Artes Escénicas del  Municipal de Santiago (Centro DAE) es el primer archivo nacional dedicado a las artes escénicas, abordando disciplinas como la danza, el ballet y la ópera. Su colección patrimonial, que recoge más de 150 años de historia, cuenta con cerca de 40 mil fotografías, más de 4 mil programas de sala, abundante material bibliógrafico, recortes de prensa, bocetos y soportes auditivos; además de partituras y objetos, entre otros. Esta colección constituye un gran aporte a la historia social y musical de Chile, pues recoge el acervo cultural histórico ligado a la sociedad chilena y al escenario más importante del país. Este rescate del patrimonio cultural ha sido posible gracias a diversos fondos concursables, que han permitido la creación del Centro, su desarrollo y crecimiento.

## Historia
En el año 1957, Alfonso Chan creó el Archivo Museo del Teatro Municipal. Éste albergó valiosos materiales del Municipal, así como también documentos y objetos relevantes correspondientes a las artes escénicas. A pesar de la gran labor que realizaba, con el pasar de los años el Archivo Museo se fue deteriorando por falta de modernización de la colección y el constante aumento de objetos. Por ello, en el año 2009 y con ocasión de los más de 150 años de historia del Municipal de Santiago, la Corporación de la Ilustre Municipalidad de Santiago decidió realizar una renovación del Archivo, para transformarlo en un completo centro de consultas. Gracias al Fondo Bicentenario del Consejo de la Cultura y las Artes, nace el Centro de Documentación de las Artes Escénicas del Municipal de Santiago. 

## Colecciones
El archivo patrimonial del Centro DAE está conformado por las siguientes colecciones: 
- Fotografías
- Programas de Sala
- Libros
- Publicaciones Propias
- Partituras y Libretos
- Material Audiovisual
- Material de Prensa
- Objetos y Vestuario
- Realización Escenográfica

### Catálogo en línea
En su misión de difundir y poner a disposición de académicos y público interesado su colección patrimonial, el Centro DAE cuenta con un moderno catálogo en línea en constante actualización. Éste reúne más de dos mil fotografías, información sobre más de tres mil espectáculos y programas de sala digitalizados, entre otros materiales históricos.